# 陽 (姓)
陽（よう）は漢姓の一つ。『百家姓』の500番目の姓である。

## 中華圏の姓
2020年の中華人民共和国の統計では人数順の上位100姓に入っていない。
台湾の2018年の統計では184番目に多い姓で、2,692人がいる。台湾原住民のアミ族の大きな氏族であるPacidalは「太陽のある場所」を意味するため、氏族の出身者は「陽」の漢姓を使うことが多い。

### 著名な人物
- 陽虎 - 春秋時代の魯の政治家。
- 陽休之 - 南北朝時代北朝の官僚・文人。
- 陽建福 - 台湾のプロ野球選手。アミ族出身。
- 陽森 - 台湾のプロ野球選手。アミ族出身。
- 陽耀勲 - 台湾のプロ野球選手。アミ族出身。
- 陽岱鋼 - 台湾のプロ野球選手。アミ族出身。

## 朝鮮の姓
陽（ヤン、朝: 양）は、朝鮮人の姓の一つである。2015年の韓国の国勢調査では163人がいる。

### 氏族
| 氏族（地域） | 創始者 | 人数（2015年） |
| ------------ | ------ | -------------- |
| 金海陽氏     |        | 5              |
| 南原陽氏     |        | 35             |
| 密陽陽氏     |        | 7              |
| 済州陽氏     |        | 10             |
| 中和陽氏     |        | 10             |
| 清州陽氏     |        | 75             |